# Okskaja
Okskaja (Russisch: Окская) is een station van de Nekrasovskaja-lijn van de Moskouse metro en is op 27 maart 2020 geopend. Het station ligt aan de zuidkant van de kruising Rjazanski Prospekt – Okskaja Oelitsa en heeft twee ondergrondse verdeelhallen met uitgangen naar beide zijden van de Okskaja Oelitsa.

## Aanleg
Na de vaststelling van het tracé begon eind 2012 de bouw van de Nekrovskaja-lijn. In 2013 kwam de Spaanse infrastructuurbouwer Bustren echter met een ingrijpende wijziging in het project. In plaats van twee enkelsporige tunnels te bouwen werd een goedkopere dubbelsporige tunnel voorgesteld. Tevens werd station Stachanovskaja ingevoegd. Deze wijziging werd op 3 februari 2015 goedgekeurd en in maart 2015 werd begonnen met de omheining van het bouwterrein. Op 5 april 2017 werd het deel van de Okskaja Oelitsa tussen de Rjazanski propekt en de eerste Novokoezminskajastraat afgesloten voor verkeer om plaats te maken voor de bouwput. Op 13 december 2017 begon de tunnelboormachine met het boren van de 3336 meter lange tunnel naar Nizjegorodskaja een jaar later was de tunnel tot Stachanovskaja gereed. Na regulier onderhoud aan de tunnelboormachine werd het boren in westelijke richting voortgezet.

## Ontwerp en inrichting
Het station is ontworpen als ondiep gelegen zuilenstation met zijperrons waarbij de zuilen tussen de sporen zijn geplaatst. Voor de afwerking is gekozen voor de kleuren blauw, grijs en zwart. Het plafond bestaat uit aluminium platen met een opdruk. Deze blauwe opdruk met witte cirkels laat de reizigers een vijver van onder bekijken met de kringen in het water die ontstaan als je er iets in gooit. De vloer bestaat uit lichtgrijs graniet terwijl de wanden langs het perron, van de verdeelhallen en de doorgangen monochroom worden uitgevoerd. 